# Препоръчителни норми за денонощен прием
Препоръчителни норми за денонощен прием (ПНДП) или Препоръчителен дневен прием (ПДП) е средното, очаквано количество прием на различни хранителни вещества от живо същество за едно денонощие, необходимо за поддържане на нормално (здравословно) състояние на тялото. По-рядко терминът може да се използва за обозначаване на нормите на консумация на нехранителни вещества, например вода и въздух. Терминът се използва в медицината (диетологията), валеологията, ветеринарната медицина.
Като период се използва едно денонощие, тъй като повечето вещества се препоръчват да се консумират редовно и непрекъснато. Ежедневният прием е гаранция за непрекъснатото получаване на необходимите вещества от организма. Но някои вещества могат да се консумират по-често, като се правят почивки.
В хранително-вкусовата промишленост терминът „адекватен дневен прием“ или просто „норма на приема“ се използва за обозначаване на нормите на консумация на хранителни продукти, а не на отделни вещества.
ПНДП, използвани при етикетиране на хранителните стойности на храните и хранителните добавки, е дневното ниво на прием на хранително вещество, което се счита за достатъчно, за да отговори на изискванията на 97–98 % от здравите индивиди. Етикетите „високо“, „богато на“ или „отличен източник на“ могат да се използват за храна, ако тя съдържа 20 % или повече от ПНДП. Етикетите „добър източник“, „съдържа“ или „предоставя“ могат да се използват върху храна, ако тя съдържа между 10 % и 20 % от ПНДП.

## Препоръчителен денонощен прием на някои вещества[1]

### Физиологични нужди на възрастни хора
- белтъчини (50 % от тях — с животински произход):[4]

- от 65 до 117 г/денонощие, за мъже
- от 58 до 87 г/денонощие, за жени

- мазнини:

- от 70 до 154 г/денонощие за мъже
- от 60 до 102 г/денонощие за жени

- въглехидрати:

- от 257 до 586 г/денонощие (50—60 % от денонощната енергетична потребност)

- макроелементи, в частност:[5]
  - калций 1000 мг/денонощие (1200 мг/денонощие след 60 години)
  - калий 2000 мг/денонощие
- микроелементи, в частности:[6]
  - йод 130—200 мкг/денонощие
  - желязо 8-10 мг/денонощие (15-20 мг/денонощие за жени)

### Физиологични нужди на деца
- белтъчини (60 % от тях — с животински произход):[4]

- до 1 година — 2,2—2,9 г/кг телесна маса
- над 1 година — от 36 до 87 г/денонощие

- мазнини:

- до 1 година — 5,5—6,5 г/кг телесна маса
- над 1 година — от 40 до 97 г/денонощие

- въглехидрати:

- до 1 година 13 г/кг телесна маса
- над 1 года от 170 до 420 г/денонощие

### Витамин C
- Възрастни мъже – 90 мг/денонощие.
- Възрастни жени – 75 мг/денонощие.[7]
- Деца (от момента на раждане до 18 години) – 30 – 90 мг/денонощие.

### Аминокиселини
виж Незаменими аминокиселини

## Денонощни норми за прием на енергия

### Физиологични нужди на възрастни хора

#### Енергия
- от 2450 до 3750 ккал/денонощие за мъже
- от 2000 до 2850 ккал/денонощие за жени

### Физиологични нужди на стари хора
- от 1950 до 2300 ккал / ден за мъже
- от 1700 до 1975 ккал / ден за жени

- Незаменими хранителни вещества:
  - Незаменими аминокиселини
  - Незаменими мастни киселини
- Хипервитаминоза
- Хиповитаминоза
- Здравословно хранене
- Биологично значими елементи

## Таблици за етикетиране на храни
Следващата таблица изброява ПНДП на базата на калориен прием от 2000 kcal (8400 kJ), за възрастни и деца на четири или повече години.
| Хранителни вещества      | ПНДП               |
| ------------------------ | ------------------ |
| Общо мазнини             | 65 g дo 78 g       |
| Наситени мастни киселини | 20 g               |
| Холестерол               | 300 mg             |
| Натрий                   | 2300 mg дo 2400 mg |
| Калий                    | 3500 mg дo 4700 mg |
| Общо въглехидрати        | 275 g до 300 g     |
| Добавени захари          | 50 g               |
| Диетични фибри           | 25 g дo 28 g       |
| Белтъчини                | 50 g               |